# فرودگاه کونان
فرودگاه کونان  (به انگلیسی: Kōnan Airport) یک فرودگاه همگانی است که یک باند فرود آسفالت دارد و طول باند آن ۱۲۰۰ متر است. این فرودگاه در شهر اوکایاما کشور ژاپن قرار دارد و در ارتفاع ۰ متری از سطح دریا واقع شده است.